# Rośliny pokojowe

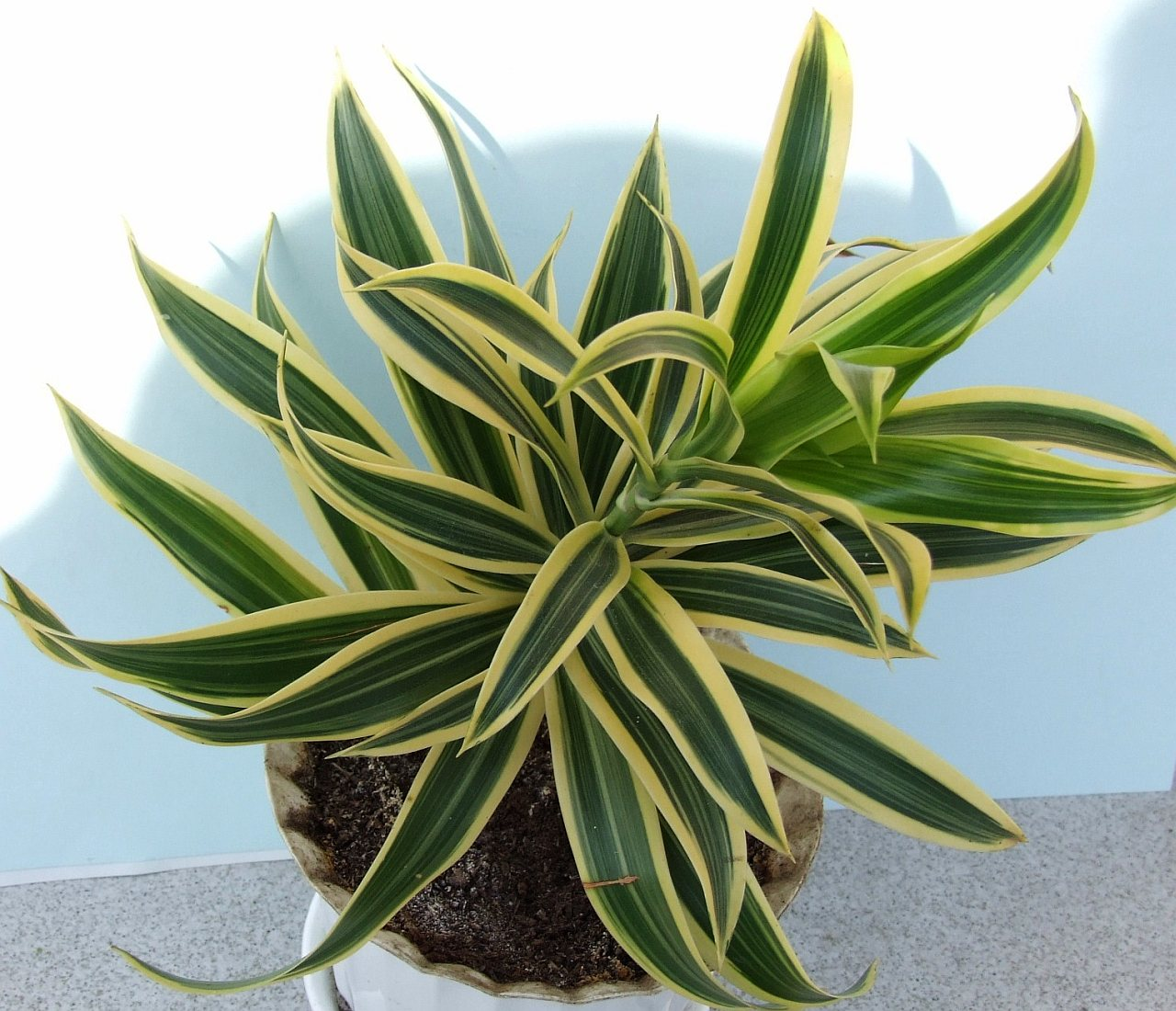
Dracena wonna

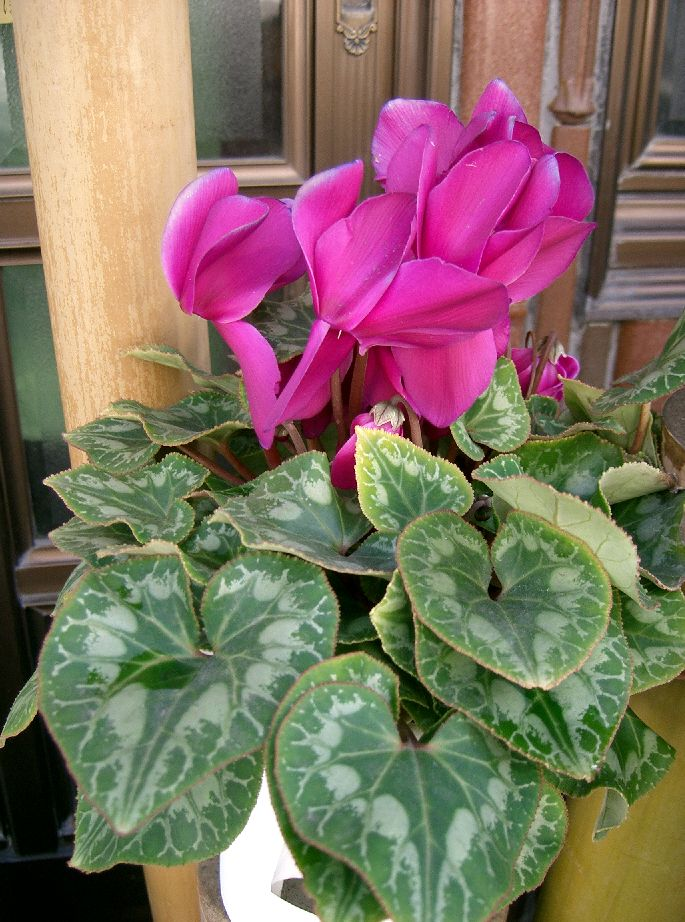
Cyklamen perski

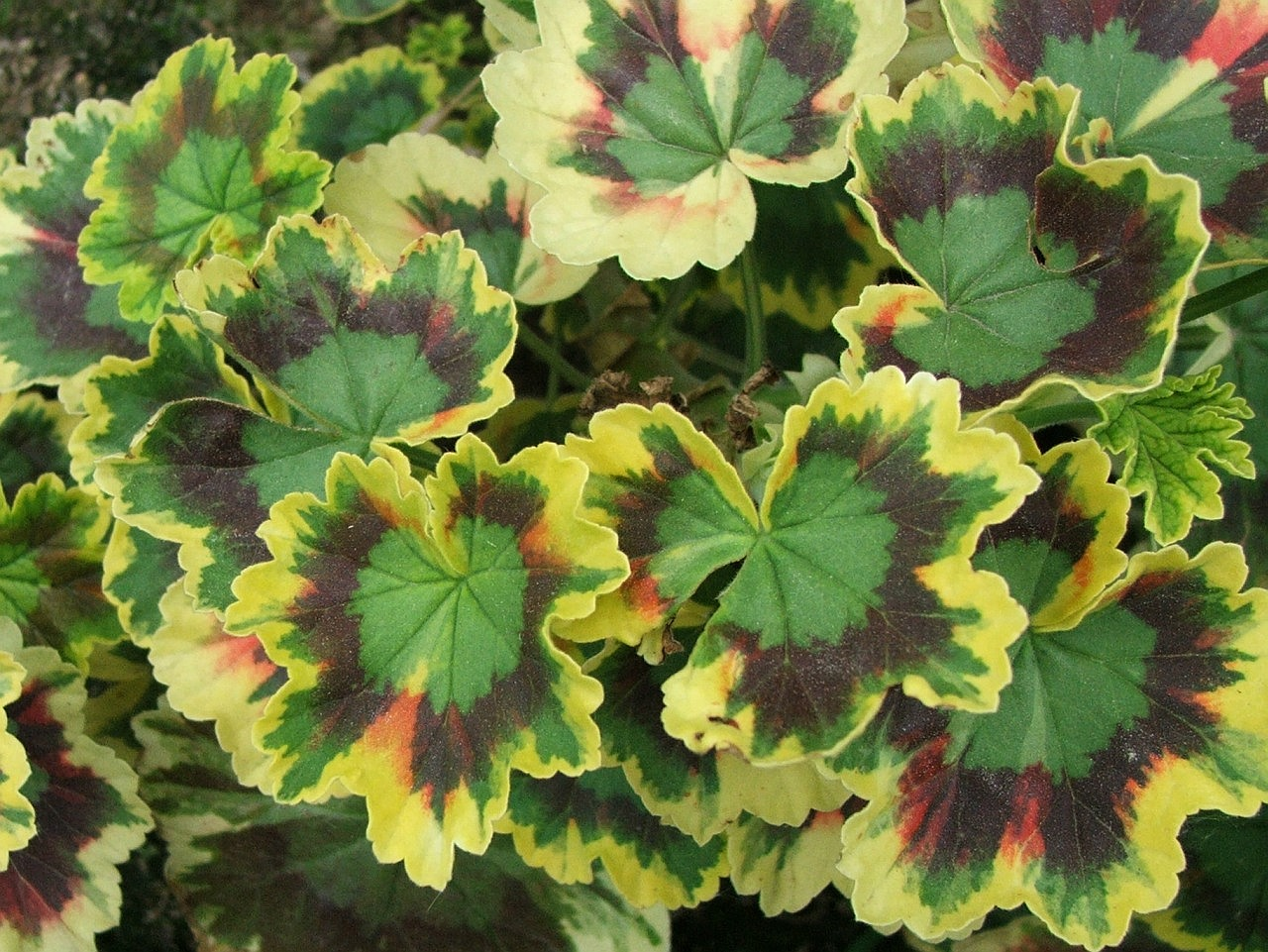
Pelargonia pasiasta

Rośliny pokojowe, rośliny doniczkowe – rośliny ozdobne uprawiane w różnego rodzaju naczyniach w pomieszczeniach zamkniętych (np. w mieszkaniach, biurach, szklarniach). Służą do ozdoby pomieszczeń i umożliwiają w nich kontakt z naturą. Zazwyczaj są to rośliny wieloletnie, często byliny i pnącza, nierzadko też gatunki, które w naturze są drzewami. Uprawa w doniczkach zminiaturyzowanych drzew zwana jest techniką bonsai. Przedmiotem upraw są rośliny wyróżniające się walorami estetycznymi – o oryginalnym pokroju, efektowne ulistnione lub kwitnące.

## Historia
Do roślin uprawianych w naczyniach od dawna należą mirt zwyczajny i rozmaryn lekarski, w domach wiejskich laki i goździki. W wieku XVII i XVIII do najbogatszych europejskich domów trafiać zaczęło wiele roślin z innych kontynentów, głównie palmy, kaktusy, pelargonie, fuksje i hortensje. W XIX wieku uprawa roślin doniczkowych rozpowszechniła się wśród mieszczaństwa. Wciąż jednak posiadanie palmy świadczyło o zamożności właścicieli. Rozpowszechniły się w domach wawrzyny, azalie, kamelie i oleandry. W domach uboższych rosły lipki pokojowe i aspidistra.

## Przykłady roślin pokojowych
Wybrane, popularne rośliny doniczkowe (w kolejności alfabetycznej):
- Adenium arabskie, róża pustyni (Adenium obessum)
- Agawa amerykańska (Agava americana)
- Aglaonema zmienna (Aglaonema commutatum)
- Araukaria wyniosła (Araukaria heterophylla)
- Aspidistra wyniosła (Aspidistra elatior)
- Bluszcz pospolity (Hedera helix)
- Ceropegia Wooda, lampion chiński (Ceropegia woodii)
- Cissus rombolistny (Cissus alata)
- Cyklamen perski (Cyclamenum persicum)
- Dracena (Dracaena sp.), np. dracena obrzeżona (Dracaena marginata) lub wężownica gwinejska, sansewieria gwinejska (Dracaena trifasciata)
- Difenbachia (Dieffenbachia sp.), np. difenbachia Seguiny (Dieffenbachia seguine)
- Echmea wstęgowata (Aechmea fasciata)
- Eonium drzewiaste (Aeonium arboreum)
- Epipremnum (Epipremnum sp.), np. epipremnum złociste, fotos złocisty (Epipremnum aureum) lub epipremnum pierzaste, fotos pierzasty (Epipremnum pinnatum)
- Eszynantus marmurkowy (Aeschynanthus marmoratus)
- Eszeweria błękitna (Echeveria secunda)
- Figowiec (Ficus sp.), np. Figowiec benjamina, fikus benjamina (Ficus benjamina) lub Figowiec sprężysty, fikus sprężysty (Ficus elastica)
- Filodendron (Philodendron sp.), np. filodendron pnący (Philodendron scandens) lub filodendron czerwieniejący (Philodendron erubescens)
- Gardenia jaśminowata (Gardenia jasminoides)
- Grubosz jajowaty (Crassula ovata)
- Hoja (Hoya sp.), np. hoja różowa (Hoya carnosa) lub hoja piękna (Hoya bella)
- Kaktusowate (Cactaceae), np. opuncja drobnokolczasta (Opuntia microdasys) lub  zygokaktus bożonarodzeniowy (Schlumbergera sp.)
- Maranta białounerwiona (Maranta leuconeura)
- Monstera (Monstera sp.), np. monstera Adansona (Monstera adansonii) lub monstera dziurawa (Monstera deliciosa)
- Obraźnica (Caladium sp.), np. obraźnica dwubarwna, kaladium dwubarwne (Caladium bicolor)
- Oleander pospolity (Nerium oleander)
- Oplątwa brodaczkowata (Tillandsia usneoides)
- Ostrzeszyn (Goeppertia sp.), np. ostrzeszyn lancetolistny, kalatea lancetolistna (Goeppertia lancifolia) lub ostrzeszyn różowokropkowany, kalatea różowokropkowana (Goeppertia roseopicta)
- Pachira wodna (Pachira aquatica)
- Palmy (Arecaceae), np. areka katechu (Areca katechu) lub daktylowiec właściwy (Phoenix dactylifera)
- Paprocie (Polypodiopsida), np. ciemnotka okrągłolistna (Pellaea rotundifolia) lub zanokcica gniazdowa (Asplenium nidus)
- Pelargonia pachnąca, anginowiec pachnący (Pelargonia graveolens)
- Pieprzówka (Peperomia sp.), np. pieprzówka kędzierzawa, peperomia kędzierzawa (Peperomia caperata) lub pieprzówka tępolistna, peperomia tępolistna (Peperomia obtusifolia)
- Pilea peperomiowata, pilea pieniążek (Pilea peperomioides)
- Pokrzywiec szorstkowłosy (Acalypha hispida)
- Rafidofora (Rhaphidophora sp.), np. rafidofora czteronasienna, rafidofora minima (Rhaphidophora tetrasperma) lub rafidofora rozgałęziona (Rhaphidophora decursiva)
- Scindapsus (Scindapsus sp.), np. scindapsus pstry, ołustek pstry (Scindapsus pictus)
- Sępolia fiołkowa (Saintpaulia ionantha)
- Skrzydłokwiat Wallisa (Spathiphyllum wallisii)
- Starzec Rowleya (Senecio rowleyanus)
- Stefanotis bukietowy (Stephanotis floribunda)
- Strelicja królewska (Strelitzia reginae)
- Szczawik trójkątny (Oxalis triangularis)
- Szeflera drzewkowata (Schefflera arboricola)
- Szparag (Asparagus sp.), np. szparag pierzasty (Asparagus setaceus) lub szparag sierpowaty (Asparagus falcatus)
- Tatarak trawiasty (Acorus gramineus 'Variegatus')
- Trójskrzyn pstry, kroton pstry (Codiaeum variegatum)
- Trzykrotka (Tradescantia sp.), np. reo meksykańskie (Tradescantia spathacea) lub trzykrotka pasiasta (Tradescantia zebrina)
- Wilczomlecz (Euphorbia sp.), np. wilczomlecz nadobny, poisencja nadobna (Euphorbia pulcherrima) lub wilczomlecz okazały (Euphorbia milii)
- Zakleśń (Alocasia sp.), np. Zakleśń amazońska, alokazja amazońska (Alocasia ×amazonica) lub zakleśń pasiasta, alokazja pasiasta (Alocasia zebrina)
- Zamiokulkas zamiolistny (Zamioculcas zamiifolia)
- Zaślaz płożący (Abutilon megapotamicum)
- Zielistka Sternberga (Chlorophytum comosum)
- Zroślicha stopowcowa (Syngonium podophyllum)
- Zwartnica (Hippeastrum sp.)